# Ringer-Europameisterschaften 2008
Die Ringer-Europameisterschaften 2008 wurden vom 1. April bis zum 6. April 2008 in Tampere/Finnland ausgetragen. Die Europameisterschaften galten als letzte Generalprobe vor den Olympischen Sommerspielen 2008 in Peking.
Weltmeisterschaften finden nicht in Jahren statt, in denen Olympische Spiele ausgetragen werden.
Tampere war bereits 1987 Austragungsort der Europameisterschaften im griechisch-römischen Stil. 1965 und 1994 wurden in Tampere die Weltmeisterschaften im Ringen ausgetragen, beide ebenfalls im griechisch-römischen Stil.

## Deutsches Aufgebot
Griechisch-römischer Stil:

- bis 55 kg: Florian Crusius (AC Zella-Mehlis): 15. Platz
- bis 60 kg: Heinz Marnette (KSV Ketsch): 10. Platz
- bis 66 kg: Marcus Thätner (RSV Hansa 90 Frankfurt/Oder): 11. Platz
- bis 74 kg: Konstantin Schneider (KSV Köllerbach): 9. Platz
- bis 84 kg: Jan Fischer (KSV Köllerbach): 5. Platz (Niederlage im kleinen Finale gegen Andrea Minguzzi, Italien)
- bis 96 kg: Mirko Englich (KSV Witten 07): 2. Platz (Niederlage im Finale gegen Aslanbek Chuschtow, Russland)
- bis 120 kg: Nico Schmidt (RSV Hansa 90 Frankfurt/Oder): 15. Platz

Freistil:

- bis 55 kg: Tim Schleicher (SV St. Johannis 07): 5. Platz (Niederlage im kleinen Finale gegen Sezer Akgül, Türkei)
- bis 60 kg: Samet Dülger (KSK Neuss): 13. Platz
- bis 66 kg: Felix Menzel (1. Luckenwalder SC): 16. Platz
- bis 74 kg: Andrij Shyyka (KSV Köllerbach): 7. Platz
- bis 84 kg: David Bichinashvili (VfK Schifferstadt): 3. Platz (Sieg im kleinen Finale gegen Sergei Kolesnikow, Israel)
- bis 96 kg: Stefan Kehrer (KSV Ketsch): 15. Platz
- bis 120 kg: ohne Besetzung

Frauen:

- bis 48 kg: Alexandra Engelhardt (KSG Ludwigshafen): 15. Platz
- bis 51 kg: Brigitte Wagner (SV Siegfried Hallbergmoos): 5. Platz (Niederlage im kleinen Finale gegen Tiina Ylinen, Finnland)
- bis 55 kg: Christiane Knittel (ASV Freiburg): 8. Platz
- bis 59 kg: Natascha Ballas (AC Ückerath): 9. Platz
- bis 63 kg: Stéphanie Groß (AC Ückerath): 15. Platz
- bis 67 kg: Kristin Büttner (TuS Jena): 5. Platz (Niederlage im kleinen Finale gegen Lise Legrand, Frankreich)
- bis 72 kg: Anita Schätzle (WKG Metternich-Rübenach): 3. Platz (Sieg im kleinen Finale über Switlana Sajenko, Ukraine)

## Schweizer Aufgebot
Griechisch-römischer Stil:

- bis 55 kg: Thomas Wild: 12. Platz
- bis 74 kg: Murat Argin: 8. Platz
- bis 84 kg: Michael Jauch: 23. Platz

Freistil:

- bis 60 kg: Pius Zberg: 19. Platz
- bis 66 kg: Gregory Sarrasin: 19. Platz
- bis 74 kg: Marco Riesen: 18. Platz
- bis 84 kg: Thomas Bucheli (Ringer): 16. Platz
- bis 96 kg: Gregory Martinetti: 14. Platz

Frauen:

- bis 55 kg: Nadine Tokar: 11. Platz
- bis 63 kg: Karin Stingelin: 8. Platz

## Österreichisches Aufgebot
Griechisch-römischer Stil:

- bis 60 kg: Hannes Lienbacher: 22. Platz
- bis 66 kg: Marc Bock: 25. Platz
- bis 74 kg: Benedikt Ernst: 14. Platz
- bis 84 kg: Hannes Haring: 25. Platz

Frauen:

- bis 55 kg: Birgit Stern: 14. Platz
- bis 63 kg: Nikola Hartmann-Dünser: 9. Platz
- bis 67 kg: Stefanie Maierhofer: 8. Platz
- bis 72 kg: Marina Gastl: 5. Platz (Niederlage im kleinen Finale gegen Jenny Fransson, Schweden)

## Griechisch-römischer Stil

### Ergebnisse
Die Wettbewerbe im griechisch-römischen Stil fanden am 5. April und 6. April statt. 182 Athleten aus 37 Nationen waren bei den Wettkämpfen im griechisch-römischen Stil vertreten.
Der Titelverteidiger in der Klasse bis 55 kg, Rövşən Bayramov aus Aserbaidschan, gelang in Tampere den erneuten Gewinn der Europameisterschaft. Im Finale besiegte der 20-jährige Vizeweltmeister von 2006 den Europameister von 2006, Roman Amojan, nach Punkten mit 8:2. Die Bronzemedaillen gingen an die jungen Virgil Munteanu aus Rumänien und Péter Módos aus Ungarn.
In der Klasse bis 60 kg konnte der dritte Europameister von 2007, der Finne Jarkko Ala-Huikku, seinen wohl bisher größten Erfolg seiner Karriere feiern. Der 28-jährige Finne besiegte den 33-jährigen mehrfachen Welt- und Europameister und Olympiasieger von 2000, Armen Nasarjan aus Bulgarien mit 5:1.
Armen Wardanjan, der Europameister von 2004 aus der Ukraine, besiegte im Kampf um EM-Gold in der Klasse bis 66 kg im Finale den Rumänen Ionuț Panait nach Punkten.
Der noch relativ unbekannte Ungar Péter Bácsi gewann bis 74 kg die Goldmedaille. Der 24-jährige besiegte im Finale den Türken Şeref Tüfenk. Bronze holten sich Jewgeni Popow aus Russland und der Franzose Christophe Guénot.
Der 31-jährige Türke Nazmi Avluca aus Konya gewann 2008 zum dritten Mal nach 1996 und 2004 einen EM-Titel. Gegen Badri Chassaia aus Georgien, der 2002 Europameister wurde, entschied den Vergleich im Finale in der Klasse bis 84 kg für sich. Bronze gewannen Ara Abrahamian aus Schweden und Andrea Minguzzi aus Italien.
In der Klasse bis 96 kg triumphierte der Russe Aslanbek Chuschtow. Der achtundzwanzigjährige Russe gewann gegen den ein Jahr älteren Deutschen Mirko Englich, der überraschend bis in das Finale gekommen war. Elis Guri aus Albanien und Ramas Nosadse aus Georgien erkämpften sich in den kleinen Finals die Bronzemedaillen.
Im Finale in der Gewichtsklasse bis 120 kg kam es zum Duell Armenien gegen Russland. Der zweifache Europameister Juri Patrikejew gewann gegen Titelverteidiger Chassan Barojew aus Russland deutlich mit 7:1. Für Patrikejew war dies nach den EM-Titeln 2002 und 2004 der dritte EM-Titel.
| Klasse  | Gold               | Silber          | Bronze                             |
| ------- | ------------------ | --------------- | ---------------------------------- |
| -55 kg  | Rövşən Bayramov    | Roman Amojan    | Virgil Munteanu Péter Módos        |
| -60 kg  | Jarkko Ala-Huikku  | Armen Nasarjan  | Davor Štefanek Håkan Nyblom        |
| -66 kg  | Armen Wardanjan    | Ionuț Panait    | Plamen Petrow Ruslan Belcharojew   |
| -74 kg  | Péter Bácsi        | Şeref Tüfenk    | Christophe Guénot Jewgeni Popow    |
| -84 kg  | Nazmi Avluca       | Badri Chassaia  | Ara Abrahamian Andrea Minguzzi     |
| -96 kg  | Aslanbek Chuschtow | Mirko Englich   | Ramas Nosadse Elis Guri            |
| -120 kg | Juri Patrikejew    | Chassan Barojew | Iossif Tschuhaschwili Atilla Güzel |

### Medaillenspiegel (griechisch-römischer Stil)
| Rang | Land          | Gold | Silber | Bronze |
| ---- | ------------- | ---- | ------ | ------ |
| 1    | Russland      | 1    | 1      | 2      |
| 2    | Türkei        | 1    | 1      | 1      |
| 3    | Armenien      | 1    | 1      | 0      |
| 4    | Ungarn        | 1    | 0      | 1      |
| 5    | Aserbaidschan | 1    | 0      | 0      |
|      | Finnland      | 1    | 0      | 0      |
|      | Ukraine       | 1    | 0      | 0      |
| 8    | Bulgarien     | 0    | 1      | 1      |
|      | Georgien      | 0    | 1      | 1      |
|      | Rumänien      | 0    | 1      | 1      |
| 11   | Deutschland   | 0    | 1      | 0      |
| 12   | Albanien      | 0    | 0      | 1      |
|      | Dänemark      | 0    | 0      | 1      |
|      | Frankreich    | 0    | 0      | 1      |
|      | Italien       | 0    | 0      | 1      |
|      | Schweden      | 0    | 0      | 1      |
|      | Serbien       | 0    | 0      | 1      |
|      | Belarus       | 0    | 0      | 1      |

## Freistil

### Ergebnisse
Die Wettbewerbe im Freistilringen fanden zu Beginn des Turnieres am 1. und 2. April statt. In den sieben Gewichtsklassen starteten 147 Ringer aus 31 Ländern.
In der Gewichtsklasse bis 55 kg gewann der 20-jährige zweifache Juniorenweltmeister Dschamal Otarsultanow aus Russland im Finale gegen den Belarussen Ryswan Hadschyjeu, der bei den Weltmeisterschaften 2007 den dritten Rang belegt hatte.
In der Klasse bis 60 kg gelang dem Ukrainer Wassyl Fedoryschyn die Titelverteidigung. Im Finale ließ er dem Franzosen Didier Païs keine Chance und gewann den Kampf in zwei Runden. Fedoryschyn feierte damit seinen dritten EM-Titel nach 2006 und 2007.
Im Finale in der Klasse bis 66 kg standen sich der Weltmeister von 2007 und Vorjahresdritter Ramazan Şahin aus der Türkei und der der junge Georgier Koba Kakaladse gegenüber. Shahin gewann das Duell in zwei Runden klar.
Die Entscheidung in der Klasse bis 74 kg entschied der Russe Machatsch Murtasalijew für sich. Der zweifache Welt- und Europameister besiegte im Endkampf den Belarussen Murad Hajdarau, der zum dritten Mal nach 2002 und 2004 den EM-Titel knapp verpasste.
Der Favorit im Wettbewerb bis 84 kg, der Russe Georgi Ketojew, der 2007 sowohl Weltmeister als auch Europameister wurde, konnte seinen EM-Titel in Tampere verteidigen. Im Finale schaltete der 22-jährige den Georgen Rewas Mindoraschwili aus.
In der Klasse bis 96 kg gewann der Vorjahresdritte Giorgi Gogschelidse aus Georgien im Finale gegen den 23-jährigen ukrainischen Nachwuchsringer Heorhij Tibilow.
Im Finale in der höchsten Gewichtsklasse, der Klasse bis 120 kg, standen sich der frühere Russe und Olympiasieger David Musuľbes und der Georgier Dawit Modsmanaschwili gegenüber. Der 35-jährige Musuľbes, der erstmals für die Slowakei startete, hatte gegen den 14 Jahre jüngeren Modsmanaschwili jedoch so seine Probleme und verlor nach 6:20 Minuten Kampfzeit den Kampf um EM-Gold.
Dawit Modsmanaschwili wurde nach der Europameister wegen Dopings disqualifiziert. Zum Europameister wurde David Musuľbes erklärt.
| Klasse  | Gold                   | Silber               | Bronze                                      |
| ------- | ---------------------- | -------------------- | ------------------------------------------- |
| -55 kg  | Dschamal Otarsultanow  | Ryswan Hadschyjeu    | Sezer Akgül Francisco Sánchez               |
| -60 kg  | Wassyl Fedoryschyn     | Didier Païs          | Gergő Wöller Anatoli Gujdja                 |
| -66 kg  | Ramazan Şahin          | Koba Kakaladse       | Emin Əzizov Rassul Dschukajew               |
| -74 kg  | Machatsch Murtasalijew | Murad Hajdarau       | Çamsulvara Çamsulvarayev Emzarios Bedinidis |
| -84 kg  | Georgi Ketojew         | Rewas Mindoraschwili | David Bichinashvili Novruz Temrezov         |
| -96 kg  | Giorgi Gogschelidse    | Heorhij Tibilow      | Hakan Koç Chadschimurad Gazalow             |
| -120 kg | David Musuľbes         |                      | Bachtijar Achmedow Əli İsayev               |

### Medaillenspiegel (Freistil)
| Rang | Land          | Gold | Silber | Bronze |
| ---- | ------------- | ---- | ------ | ------ |
| 1    | Russland      | 3    | 0      | 3      |
| 2    | Georgien      | 2    | 2      | 0      |
| 3    | Ukraine       | 1    | 1      | 0      |
| 4    | Türkei        | 1    | 0      | 2      |
| 5    | Belarus       | 0    | 2      | 0      |
| 6    | Frankreich    | 0    | 1      | 0      |
|      | Slowakei      | 0    | 1      | 0      |
| 8    | Aserbaidschan | 0    | 0      | 4      |
| 9    | Bulgarien     | 0    | 0      | 1      |
|      | Deutschland   | 0    | 0      | 1      |
|      | Griechenland  | 0    | 0      | 1      |
|      | Spanien       | 0    | 0      | 1      |
|      | Ungarn        | 0    | 0      | 1      |

## Frauen

### Ergebnisse
Die Wettbewerbe der Frauen fanden zwischen dem Freistil und griechisch-römischen Turnier der Männer am 3. April und 4. April statt. Es starteten 103 Ringerinnen aus 28 Ländern.
In der niedrigsten Gewichtsklasse, der Klasse bis 48 kg, gewann die Juniorenweltmeisterin von 2005, Mariya Stadnik aus Aserbaidschan, die Goldmedaille nach einem 2-Runden-Finalsieg über die Französin Vanessa Boubryemm, der Europameisterin von 2006 in der Klasse bis 51 kg.
Im Finale bis 51 kg kämpfte die 22-jährige Russin Anna Trussowa und die 18-jährige Schwedin Sofia Mattsson um die Goldmedaille. Den Kampf entschied Trussowa für sich, die zuvor schon die Einheimische Finnin Tiina Ylinen besiegt hatte. Die 18-jährige Ylinen kämpfte sich jedoch ins kleine Finale, wo sie die deutsche Europameisterin von 2003, Brigitte Wagner, besiegte. Die zweite Bronzemedaille ging an Julija Blahynja aus der Ukraine.
Siegerin der Konkurrenz bis 55 kg wurde die vierfache Europameisterin und Titelverteidigerin Natalja Golz. Die 22-jährige Russin besiegte in der Neuauflage des EM-Finales von 2006 Ludmila Cristea aus Moldawien. Die Bronzemedaillen gingen an Sofia Poumpouridou aus Griechenland und Tetjana Lasarewa aus der Ukraine.
Die 24-jährige Schwedin Ida-Theres Nerell gewann in der Klasse bis 59 kg EM-Gold gegen Elvira Mürsəlova aus Aserbaidschan durch einen Schultersieg nach 1:42 Minuten Kampfzeit. Nerell konnte somit ihren Titel aus dem Vorjahr souverän verteidigen.
Die Vizeeuropameisterin von 2007, Aljona Kartaschowa aus Russland, gelang in Tampere der Gewinn der dritten Europameisterschaft in der Karriere. Nach 2004 und 2006 gewann sie nun durch ein Sieg im Finale über Wolha Chilko aus Belarus die Goldmedaille in der Klasse bis 63 kg.
Im Finale der Klasse bis 67 kg kam es im Finale zum Duell Russland gegen Ukraine. Die Russin Natalja Kuksina aus Westsibirien, Bronzemedaillengewinnerin bei den Weltmeisterschaften 2007, hatte gegen die drei Jahre jüngere Junioren-Europameisterin Marjana Kwjatkowska (Jahrgang 1987) das Nachsehen. Bronze erkämpften sich Anna Belyayeva aus Belarus und Lise Legrand aus Frankreich.
In der höchsten Gewichtsklasse, der bis 72 kg, hatte die 25-jährige Welt- und Europameisterin von 2007, Stanka Slatewa aus Bulgarien, das Sagen. Sie besiegte der Reihe nach ihre Konkurrenten Marina Gastl aus Österreich, Maria Vryoni aus Griechenland, Jenny Fransson aus Schweden, die sich später noch Rang drei sicherte und im Finale die Russin Güzäl Mänürowa alle in zwei Runden. Für Slatewa Christowa war dies der dritte Erfolg bei Europameisterschaften. Die deutsche Anita Schätzle holte sich neben Fransson die zweite Bronzemedaille.
| Klasse | Gold                | Silber            | Bronze                              |
| ------ | ------------------- | ----------------- | ----------------------------------- |
| -48 kg | Mariya Stadnik      | Vanessa Boubryemm | Oleksandra Kohut Iwona Matkowska    |
| -51 kg | Anna Trussowa       | Sofia Mattsson    | Tiina Ylinen Julija Blahynja        |
| -55 kg | Natalja Golz        | Ludmila Cristea   | Sofia Poumpouridou Tetjana Lasarewa |
| -59 kg | Ida-Theres Nerell   | Elvira Mürsəlova  | Larissa Kanajewa Nataliya Sinişin   |
| -63 kg | Aljona Kartaschowa  | Wolha Chilko      | Marianna Sastin Monika Ewa Michalik |
| -67 kg | Marjana Kwjatkowska | Natalja Kuksina   | Anna Belyayeva Lise Legrand         |
| -72 kg | Stanka Slatewa      | Güzäl Mänürowa    | Anita Schätzle Jenny Fransson       |

### Medaillenspiegel (Frauen)
| Rang | Land          | Gold | Silber | Bronze |
| ---- | ------------- | ---- | ------ | ------ |
| 1    | Russland      | 3    | 2      | 1      |
| 2    | Schweden      | 1    | 1      | 1      |
| 3    | Aserbaidschan | 1    | 1      | 0      |
| 4    | Ukraine       | 1    | 0      | 4      |
| 5    | Bulgarien     | 1    | 0      | 0      |
| 6    | Frankreich    | 0    | 1      | 1      |
|      | Belarus       | 0    | 1      | 1      |
| 8    | Moldau        | 0    | 1      | 0      |
| 9    | Polen         | 0    | 0      | 2      |
| 10   | Deutschland   | 0    | 0      | 1      |
|      | Finnland      | 0    | 0      | 1      |
|      | Griechenland  | 0    | 0      | 1      |
|      | Ungarn        | 0    | 0      | 1      |